# Nagib Saddi
Nagib Saddi är en brasiliansk botaniker, född 1901, och fortfarande i livet 1984.
Saddi intresserade sig särskilt för fröväxter.
Auktorsnamnet Saddi kan användas för Nagib Saddi i samband med ett vetenskapligt namn inom botaniken; se Wikipediaartiklar som länkar till auktorsnamnet.